# 2018년 미국 상원의원 버몬트주 선거
2018년 미국 상원의원 버몬트주 선거는 버몬트주를 대표하는 연방 상원의원을 선출하기 위해 2018년 11월 6일 열렸다. 현직 의원인 버니 샌더스가 67%를 얻어 27%를 얻은 공화당의 로런스 주판 후보를 40%p 차로 꺾고 3선에 성공했다.

## 여론 조사
| 조사기관        | 조사일자                  | 조사인원 | 샌더스 무소속 | 주판 공화 | 기타 | 미정 |
| --------------- | ------------------------- | -------- | ------------- | --------- | ---- | ---- |
| 조사기관        | 조사일자                  | 조사인원 |               |           | 기타 | 미정 |
| 툴친 리서치     | 2018년 9월 23일~26일      | 406      | 75%           | 20%       | -    | -    |
| 브라운 리서치   | 2018년 10월 5일~14일      | 495      | 60%           | 19%       | 7%   | 16%  |
| 그래비스 마케팅 | 2018년 10월 30일~11월 1일 | 885      | 66%           | 30%       | -    | 4%   |